# 根纳季·谢列兹尼奥夫
根納季·尼古拉耶維奇·謝列茲尼奧夫（俄语：Геннадий Николаевич Селезнёв;1947年11月6日—2015年7月19日），俄羅斯政治人物，曾擔任蘇共中央委員（1990-1991），俄羅斯聯邦國家杜馬第二、三屆主席（1996-2003），四屆俄羅斯聯邦國家杜馬副主席（ 1993-2007）。左翼政黨“俄羅斯復興”創始人、莫斯科銀行董事會主席（2009-2014）、“在一起”國際電視電影論壇主席。俄羅斯馬術聯合會主席 (2005-2010)。
1980年至1993年間 ，擔任《共青團真理報》、《Uchitelskaya Gazeta》、《真理報》等報紙的主編。 
在後共產時期的俄羅斯，谢列兹尼奥夫是級別最高的共產黨人；在近八年的時間裡，他擔任國家杜馬主席這個排行第四的中央政府職位，1996年至2002年間作為俄羅斯聯邦共產黨中央委員會主席團成員。他對俄羅斯議會制的形成做出了重大貢獻。

## “未卜先知”
1999年9月，俄国多地发生多起公寓楼爆炸袭击事件。9月13日，在莫斯科第二次爆炸发生几个小时后，时任俄国国家杜马议长的谢列兹尼奥夫宣布：“我刚刚收到一份报告。根据来自顿河畔罗斯托夫的信息，伏尔加顿斯克市的一栋公寓楼昨晚被炸毁了”。三天后，伏尔加顿斯克的爆炸案在9月16日发生。国家杜马议员日里诺夫斯基于次日质问谢列兹尼奥夫议长要求解释，结果他的麦克风被关掉。日里诺夫斯基当时说：“根納季·尼古拉耶維奇(谢列兹尼奥夫), 你还记得你是怎么在爆炸之前三天告诉我们伏尔加顿斯克的一栋公寓楼被炸毁的吗？国家杜马被告知公寓楼在周一被炸毁，然后它确实在（同一周的）周四被炸毁了...”。